# Kenyu Chinen
Kenyu Chinen (ur. 1944 na wyspie Okinawa) – mistrz karate Shōrin-ryū oraz kobudō. Posiada obecnie 10 dan w karate i 9 dan w kobudo. 
Założyciel i prezydent organizacji World Oshukai Dento Okinawa Shorin-Ryu Karate Kobudo Federation. W 1976 r. został wysłany do Europy, aby rozwijać Okinawa Shorin-Ryu Karate oraz Okinawa Kobudo. Treningi rozpoczął w 1958 r. w wieku 12 lat u mistrza Chōshina Chibany (10 dan). 
Jego nauczycielami byli też: Katsuya Miyahira (10 dan) i Shūgorō Nakazato (10 dan). Lekcje kobudo pobierał u mistrza Shinpō Matayoshi (10 dan) (1921-1997). Był jego prywatnym i najsłynniejszym uczniem. Przez wielu zwany „Matayoshi student number 1”. Napisał książkę Kobudo Okinawa, która stała się bestsellerem.